# Brösen
Brösen ist ein Ortsteil der Stadt Leisnig im Landkreis Mittelsachsen. 1964 hatte der Ort 386 Einwohner. 1952 wurde Tautendorf eingemeindet, 1969 wurde es mit diesem nach Leisnig eingemeindet.

## Geschichte
Das Dorf Brösen ist sorbischen Ursprungs, erkennbar an der Tatsache, dass es noch 1403 Wachkorn an das Vorwerk Tragnitz liefern musste.
Die Erstnennung erfolgte 1299, als Otto von Zeschwitz auf Gorschmitz den burchstadel in Brösen an das Kloster Buch verkaufte.
Der Ort war stets nach der Matthäi-Kirche Leisnig gepfarrt.
1378 hatte Brösen 32 Scheffel Korn und dasselbe in Hafer, 9  Hähnchen und ein Küchenrind an das castrum Leisnig zu liefern. Weiter hatte Brösen eine precarie, die zu Walpurgis (1.5.) und Michaelis (29.9.) je 42 Groschen zu zahlen hatte.

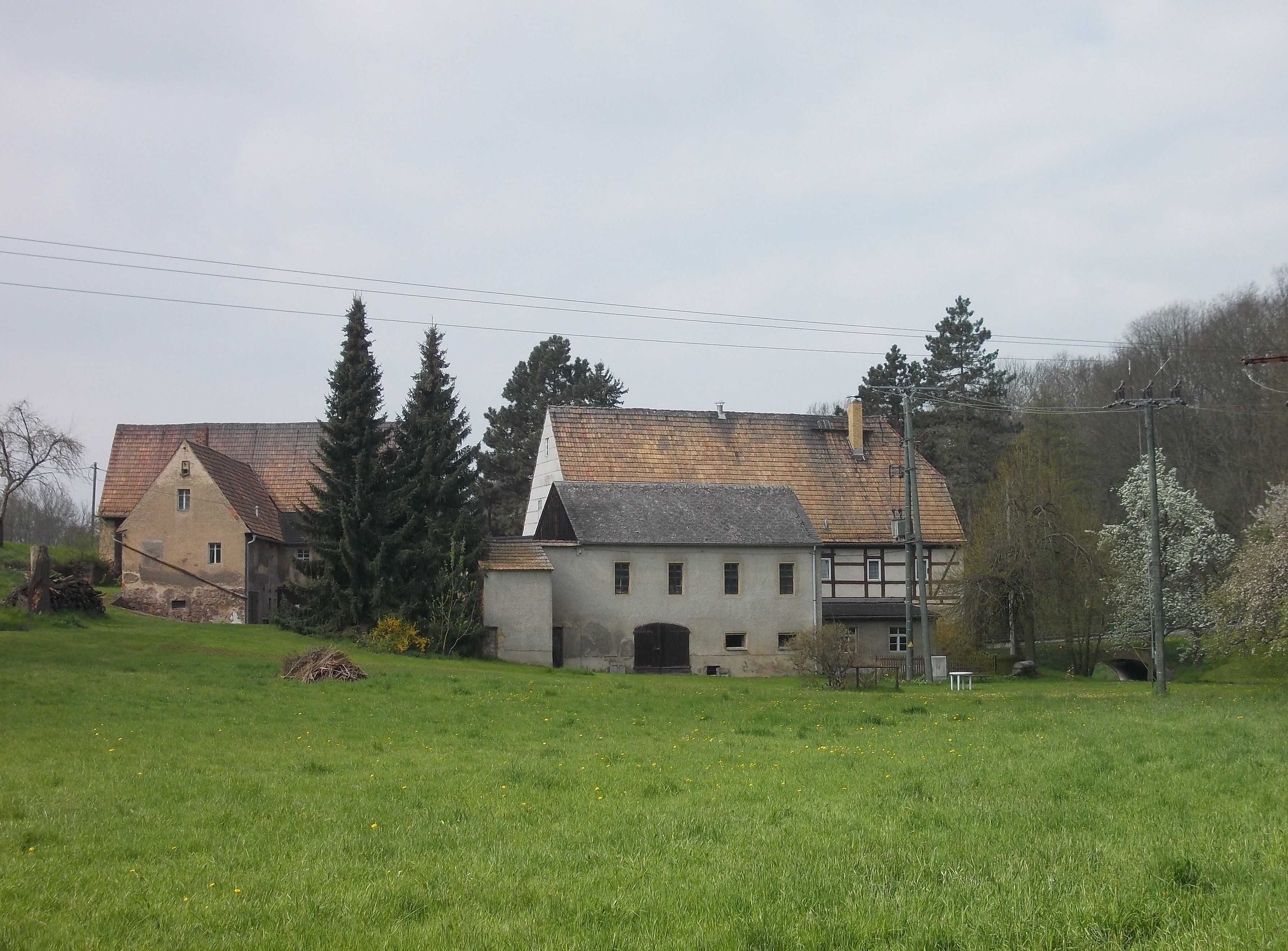
Schanzenmühle

1496 werden Bauern von Brösen namentlich genannt, deren Abgaben nun an den neu errichteten Altar Compassionis Mariae in der Matthäi-Kirche Leisnig gehen sollten, nämlich Cleman Pusch, Bartel Hasse, Ditterich Findeisen, Nickel Titz, Gregor Titz, Symon Moesse, Andres Hermsdorff, Symon Roschwitz, Matts Tycze, Nickel Oeyge, Bartel Olber, Brosius Moeller. Die Schanzenmühle, eine von sieben Mühlen im Schanzenbachtal, wurde 1558 zum ersten Mal erwähnt.
Nach dem Amtserbbuch Leisnig von 1548 gehörten zu Brösen 19 besessene Mann, darunter 2 Gärtner, die sind verschiedentlich dem Amt Leisnig, Sebastian von Kötteritzsch zu Sitten, Hans von Schellenberg, der Kirche zu Leisnig, dem Rat zu Leisnig und dem Kloster Buch lehen- und zinsbar. Weiteres: Die Leute haben hier oftmals Stücke von mehreren Grundherren! mit 19,5 Hufen. Auch gerichtlich unterstanden die Einwohner mehreren Herren.
Auf der Flur von Brösen liegen zwei mittelalterliche Wallanlagen: der Burgstadel und der Burgstall.
Am 1. Januar 1952 wurde die bis dahin eigenständige Gemeinde Tautendorf eingegliedert.